# Iuri Sissikin
Iuri Sissikin   (Saràtov, 15 de maig de 1937) és un tirador d'esgrima rus, ja retirat, especialista en floret, que va competir sota bandera de la Unió Soviètica durant les dècades de 1950 i 1960.
El 1960 va prendre part en els Jocs Olímpics d'Estiu de Roma, on va disputar dues proves del programa d'esgrima. En la prova del floret per equips guanyà la medalla d'or, mentre en al del floret individual guanyà la de plata. Quatre anys més tard, als Jocs de Tòquio, guanyà la medalla d'or en la prova de floret per equips. El 1968, a Ciutat de Mèxic, va disputar els seus tercers, i darrers, Jocs Olímpics, on guanyà la medalla de plata en la prova de floret per equips.
En el seu palmarès també destaquen sis medalles al Campionat del Món d'esgrima, cinc d'or i una de plata, entre les edicions de 1958 i 1966. També guanyà les Copes d'Europa de 1962, 1963 i 1965 i quatre medalles a les Universíades.
Una vegada retirat va exercir de jutge internacional, prenent part en dues edicions més dels Jocs Olímpics, el 1980 i 1988.